# 安德烈·安德烈耶维奇·斯米尔诺夫
安德烈·安德烈耶维奇·斯米尔诺夫（俄语：Андре́й Андре́евич Смирно́в，1905年10月15日—1982年2月26日），苏联外交官。曾担任俄罗斯苏维埃联邦社会主义共和国外交部副部长；驻伊朗、奥地利、西德、土耳其特命全权大使；苏联外交部副部长；联合国教科文组织苏联委员会主席等职务。

## 生平
- 1905年10月15日出生于莫斯科。1930年加入联共（布）。1934年毕业于列宁格勒规划学院。
- 1936年-1937年，苏联外交人民委员会机构工作。
- 1937年-1940年，驻德国代表团工作人员。
- 1940年-1941年6月，驻德国代表团、大使馆（1941年5月9日升格）参赞。
- 1941年6月-1943年9月，驻伊朗王国特命全权大使。1941年7月5日递交国书。驻伊朗时期，曾和英国大使里德·布拉德联手施压伊朗国王礼萨·巴列维，驱赶德国在伊朗势力，并迫使逼礼萨·巴列维退位，把王位交给王储穆罕默德-礼萨·巴列维。[1][2][3]
- 1943年9月-1949年，苏联外交人民委员会、外交部第三欧洲司司长。期间，1946年3月-1949年，俄罗斯苏维埃联邦社会主义共和国外交部副部长。
- 1949年-1956年3月，联共（布）中央机关工作。
- 1956年3月-10月，驻奥地利特命全权大使。1956年4月26日递交国书。
- 1956年10月-1966年5月，驻西德特命全权大使。1956年11月3日递交国书。
- 1966年5月-1969年1月，驻土耳其特命全权大使。1966年6月28日递交国书。
- 1969年1月-1973年，苏联外交部副部长。期间，1970年-1973年，苏联联合国教科文组织委员会主席。
- 1973年起退休。
- 1982年2月26日于莫斯科逝世，享年76岁。

斯米尔诺夫是苏共23大代表。

## 荣誉
- 十月革命勋章
- 二级卫国战争勋章（1945）
- 两次劳动红旗勋章（1944,1965）